# Harris (Iowa)
Harris és una població dels Estats Units a l'estat d'Iowa. Segons el cens del 2000 tenia 200 habitants.

## Demografia
Segons el cens del 2000, Harris tenia 200 habitants, 86 habitatges, i 47 famílies. La densitat de població era de 97,7 habitants/km².
Dels 86 habitatges en un 25,6% hi vivien nens de menys de 18 anys, en un 45,3% hi vivien parelles casades, en un 7% dones solteres, i en un 44,2% no eren unitats familiars. En el 37,2% dels habitatges hi vivien persones soles el 9,3% de les quals corresponia a persones de 65 anys o més que vivien soles. El nombre mitjà de persones vivint en cada habitatge era de 2,33 i el nombre mitjà de persones que vivien en cada família era de 3,19.
Per edats la població es repartia de la següent manera: un 25,5% tenia menys de 18 anys, un 10,5% entre 18 i 24, un 33% entre 25 i 44, un 21% de 45 a 60 i un 10% 65 anys o més.
L'edat mediana era de 35 anys. Per cada 100 dones de 18 o més anys hi havia 106,9 homes.
La renda mediana per habitatge era de 35.625 $ i la renda mediana per família de 46.250 $. Els homes tenien una renda mediana de 27.500 $ mentre que les dones 23.571 $. La renda per capita de la població era de 15.788 $. Entorn del 13,7% de les famílies i el 14,1% de la població estaven per davall del llindar de pobresa.

## Poblacions més properes
El següent diagrama mostra les poblacions més properes.